# Geología económica

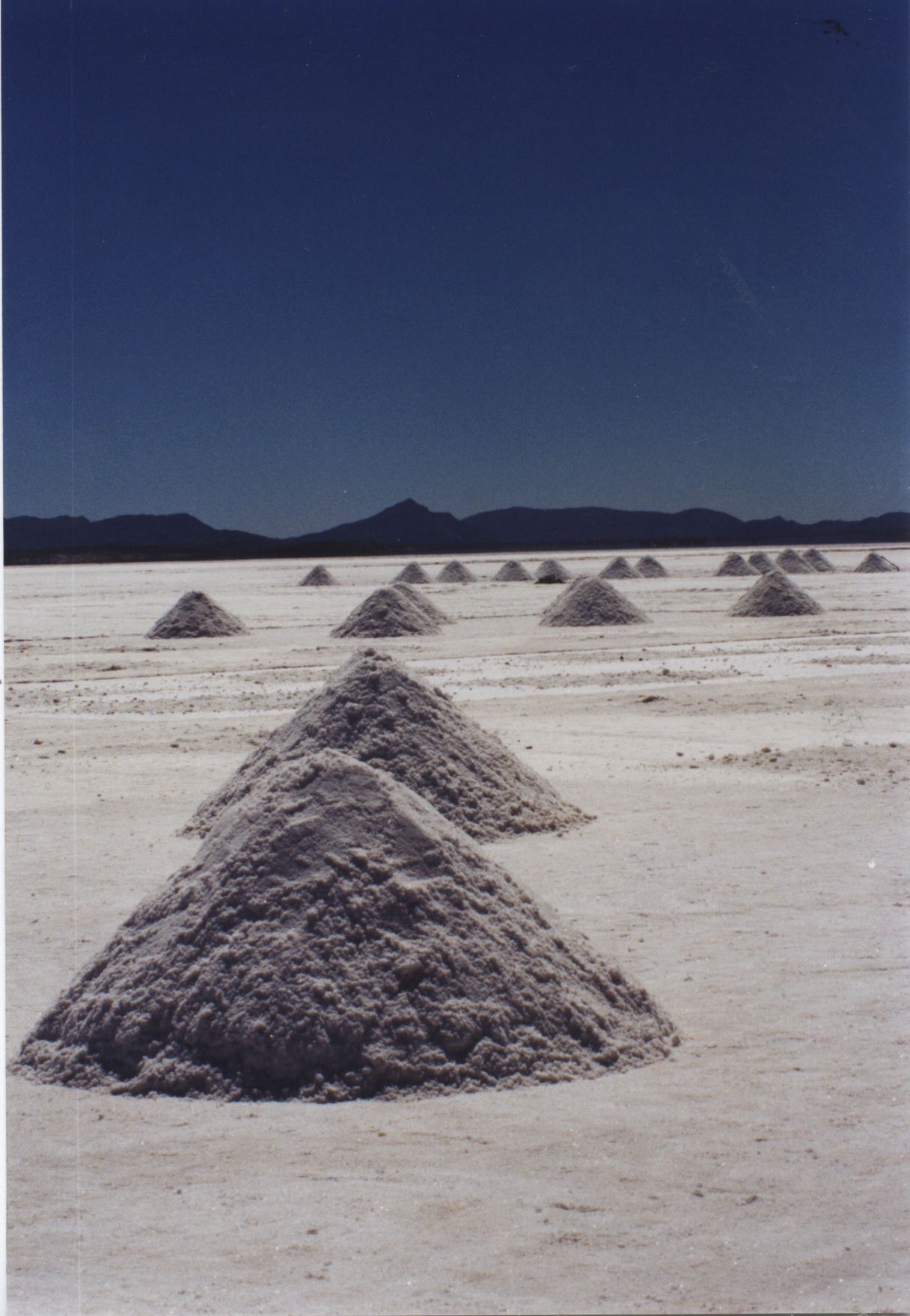
Salar de Uyuni, el mayor desierto de sal del mundo, posee grandes reservas de sal y litio de las cuales se extrae regularmente con fines económicos.

La geología económica es la rama de la geología que estudia las rocas con el fin de encontrar depósitos minerales que puedan ser explotados con un beneficio práctico o económico. El geólogo económico se encarga de hacer todos los estudios necesarios para poder encontrar las rocas o minerales que puedan ser potencialmente explotados. La explotación de estos recursos se conoce como minería.
La búsqueda de dichas materias ha dado origen a viajes de descubrimiento y colonización de nuevas tierras; su propiedad ha determinado la supremacía comercial o política, y ha sido causa de luchas y guerras. En la búsqueda de estas sustancias minerales se ha ido acumulando gradualmente un caudal de conocimientos sobre su distribución, carácter y lugares donde se encuentran, así como sobre sus usos, y este caudal de conocimientos ha llevado a la formación de teorías sobre su origen.
Los recursos minerales tienen una gran importancia en la vida diaria del hombre actual, ya que estos proveen muchos elementos básicos que ayudan a hacer más fácil la vida moderna y que nos permiten tener calefacción, electricidad, llenar el depósito de combustible de nuestros vehículos, hacer abonos para fertilizar nuestras tierras, obtener materiales para construir viviendas y edificios, producir medicamentos, accesorios, etc.
Los estudios de geología económica o de prospección, se hacen mediante la evaluación geológica de la zona de interés y se complementan con estudios asociados de otras ramas de la geología como la geoquímica, geología estructural, geofísica, sedimentologia, que nos permiten conocer más a fondo el potencial mineralógico y hacer la delimitación y cuantificación de la fuente de material. 
Para que un depósito se pueda considerar económico, debe haber una disponibilidad suficiente de material en el mismo para que sea rentable o justificable su explotación, ya que la inversión necesaria para el desarrollo minero es generalmente considerable. 
La «ley» de un depósito metálico es la relación de cantidad de roca que se requiere para producir una unidad del mineral; por ejemplo, una mina de oro con una ley de 1 g/t requiere de la extracción de una tonelada de mineral para obtener 1 gramo de oro. La rentabilidad del depósito mineral es fuertemente dependiente del precio del mineral o elemento extraído y los costos de producción. En la actualidad, con altos precios de la mayoría de los metales, muchas minas o proyectos que no eran rentables han sido puestos en producción nuevamente.
Aunque normalmente se hace hincapié en yacimientos o depósitos de minerales metálicos (oro, cobre, aluminio, etc.) los depósitos de minerales no-metálicos son de gran importancia en el desarrollo de los países. Elementos como el petróleo, calizas, gravas y otros materiales de construcción son de gran importancia, especialmente en países en vías de desarrollo.
Los depósitos minerales no son infinitos y por lo tanto su explotación se debe hacer en forma racional dentro de un esquema de sostenibilidad para que no se agoten antes de tiempo y evitar que futuras generaciones queden desprovistas de estos recursos. Este aspecto es muy importante para los depósitos de agua potable, ya que este es un recurso vital y cada vez más escaso por la sobreexplotación, la contaminación y otras causas externas como las quemas y la deforestación.
Dentro de la geología económica también se puede considerar la prospección petrolífera, pero esta se discute más a fondo en la sección de geología del petróleo.

## Tipos de recursos mineros
Los distintos tipos de recursos económicos requieren de distinta metodología de investigación, implica diferentes modelos económicos para el desarrollo y los productos tiene diferente valor para los usuarios. 
Por esto se dividen los recursos mineros en tres grupos con límites a veces muy difusos:

### Minerales metálicos
Dentro de los depósitos metálicos más importantes encontramos los depósitos de oro, platino, hierro, níquel, cobre, aluminio, cromo, selenio, vanadio, plomo, uranio, etc. Estos minerales tienen un valor intermedio y son transados como commodities, es decir, su origen no juega un papel preponderan.

### Minerales industriales o no-metálicos
Dentro de los depósitos no metálicos o industriales encontramos principalmente los depósitos de los materiales que se utilizan a diario en la sociedad moderna como: piedra, carbonatos (caliza, dolomita), sales, sulfuros, magnesita, yeso, talco, fluorita, asbestos, cementos, gravas y arenas, mármol, granito, arcillas (caolín, bentonita, montmorillonita), etc. 
Estos materiales son normalmente de bajo valor y gran volumen, por lo cual su explotación se realiza siempre cerca o en la fuente de producción. Solo en casos especiales adquieren gran desarrollo, ya que dependen de las necesidades de la región geográfica y, económicamente, no soportan gran transporte. 

### Piedras preciosas y semi-preciosas
En los depósitos de piedras preciosas encontramos el diamante, esmeralda, rubí y zafiro. En las semipreciosas el lapislázuli, ágata, granate (mineral), jaspe, jade, circón, ópalo, turmalina, etc. La importancia y el valor como joya depende de la calidad de la piedra, su pureza y origen. Yacimientos de este tipo son normalmente de mediano tamaño con gran valor agregado, sin embargo su producte depende de las condiciones económicas globales y por lo tanto su precio (y valor) es variable.

### Recursos hídricos
En los últimos años se ha empezado a dar más importancia al agua como recurso no renovable necesario e imprescindible para la supervivencia humana. La ciencia que estudia los recursos hídricos es la hidrogeología, sin embargo, la geología y especialmente la geología económica tiene gran importancia en el estudio de las aguas antiguas (y principalmente no renovables) que se encuentran en los acuíferos de un área o lugar.

## Tipos de rocas económicas
Dentro de los tres tipos de rocas existentes, ígneas, metamórficas y sedimentarias, encontramos los siguientes depósitos económicos y minerales. 
En las rocas ígneas y mineralizaciones asociadas se encuentran depósitos que se han producido por aglomeración de ciertos minerales provenientes del magma fuente durante los procesos de cristalización. En los depósitos ígneos es común encontrar concentraciones de metales como oro, platino, uranio, cobre, selenio, cromo, vanadio, y muchos otros de interés económico. Existen depósitos ígneos importantes llamados complejos ígneos en donde se encuentran estratos zonificados de distintos metales importantes como el cromo y el vanadio. 
En las rocas metamórficas se encuentran depósitos de minerales que se forman por la migración y aglutinamiento de los minerales durante los procesos de alta presión y temperatura, soluciones sólidas, en la etapa de formación de la roca. Es así como se forman algunas piedras preciosas como diamantes, esmeraldas, rubíes y semipreciosas como granates. En las rocas metamórficas también hay depósitos importantes de oro y otros metales que se encuentran concentrados debido a la alineación/agrupamiento de estos durante los procesos metamórficos. 
En las rocas sedimentarias encontramos depósitos diseminados y concentrados de minerales que provienen de la erosión de rocas de los tres tipos mencionados anteriormente (ígneas, metamórficas o sedimentarias) y la posterior litificación de los depósitos de sedimentos en procesos diagenéticos (formación de la roca por desecación y compactación). En estas rocas se encuentran muchos yacimientos importantes de oro, aluminio, platino, diamantes, hierro, evaporitas (sal, yeso), arcillas (monmorillonita, kaolinita), etc.